# Đắk Wer
Đắk Wer là một xã thuộc huyện Đắk R'lấp, tỉnh Đắk Nông, Việt Nam.

## Địa lý
Xã Đắk Wer nằm ở phía đông huyện Đắk R'lấp, có vị trí địa lý:
- Phía đông giáp thành phố Gia Nghĩa
- Phía tây giáp xã Kiến Thành
- Phía nam giáp các xã Nghĩa Thắng và Nhân Cơ
- Phía bắc giáp huyện Tuy Đức.

Xã có diện tích 45,72 km², dân số năm 2005 là 6.078 người, mật độ dân số đạt 133 người/km².

## Lịch sử
Xã Đắk Wer được thành lập vào ngày 6 tháng 6 năm 2005 trên cơ sở 4.572 ha diện tích tự nhiên và 6.078 người của xã Nhân Cơ.